# Henrik Stehlik
Henrik Stehlik född den 29 december 1980 i Salzgitter, Tyskland, är en tysk gymnast.
Hon tog OS-brons i trampolin i samband med de olympiska gymnastiktävlingarna 2004 i Aten.